# Jaap Weber
Jacobus Gerardus „Jaap” Weber (ur. 4 sierpnia 1901 w Rotterdamie, zm. 30 września 1979 tamże) – piłkarz holenderski grający na pozycji napastnika. W swojej karierze rozegrał 14 meczów i zdobył 1 gola w reprezentacji Holandii.

## Kariera klubowa
W swojej karierze piłkarskiej Weber grał w takich klubach jak: Feyenoord Rotterdam i Sparta Rotterdam. Z tym pierwszym wywalczył mistrzostwo Holandii w sezonie 1923/1924.

## Kariera reprezentacyjna
W reprezentacji Holandii Weber zadebiutował 18 kwietnia 1927 roku w wygranym 8:1 towarzyskim meczu z Czechosłowacją, rozegranym w Amsterdamie. W 1928 roku był w kadrze Holandii na igrzyska olimpijskie w Amsterdamie. Od 1927 do 1928 roku rozegrał w kadrze narodowej 14 meczów i strzelił 1 bramkę.